# Xã West Bay, Quận Benson, Bắc Dakota
Xã West Bay (tiếng Anh: West Bay Township) là một xã thuộc quận Benson, tiểu bang Bắc Dakota, Hoa Kỳ. Năm 2010, dân số của xã này là 57 người.